# 사라비아 공화국
《사라비아 공화국》은 1994년 3월 30일부터 1994년 5월 19일까지 방영된 KBS 2TV 수목 미니시리즈로, 감옥에서 배운 역학을 바탕으로 기독교, 불교, 이슬람교 경전을 연구, 사이비 교주가 되어 종교 왕국을 꿈꾸지만 결국 허망한 꿈으로 날아가고 마는 모습을 통해 사회세태를 풍자하는 내용이다.
이 드라마는 배우들의 출연료 삭감 선언으로 주요 인물의 캐스팅에 어려움과 작가 교체 등으로 곤욕을 치렀으며, 첫 회가 나간 뒤에는 대본 도용 논란도 있었다. 또한 MBC 사극 《야망》의 아성을 넘지 못하더니 급기야 1994년 4월 20일부터 이동 편성된 SBS 《이 남자가 사는 법》한테도 밀린 채 기대 이하의 성적에 그쳤다.

## 등장 인물
- 길용우 : 김도달 역
- 오지명 : 백운태 역
- 윤미라 : 송금자 역
- 김성녀 : 풍산댁 역
- 김인문 : 표달수 역
- 강인덕 : 갑자종사(삼손) 역
- 이한수 : 나방 역
- 고희준
- 변희봉
- 김보미
- 조옥희
- 전원주
- 김용준 : 백찬우 역
- 김정난 : 인정 역
- 서권순 : 표달수 처 역
- 신수경 : 표일숙 역
- 김성환
- 유태술
- 이원직
- 원석연
- 차주옥
- 박주아 : 인정 모 역
- 조재훈
- 김천만
- 윤다훈
- 윤성국
- 최건호
- 박웅
- 손종범
- 이원종
- 기정수
- 최용욱
- 조민희
- 김하균
- 문미봉
- 신소민
- 오지영
- 이기철
- 김하림
- 강신조
- 봉혜선
- 김경응
- 정동남
- 신종섭
- 차기환
- 원미원
- 임선택
- 박영희
- 양재원
- 이승호
- 김진화
- 양형호
- 장영주
- 김경란
- 김창봉
- 문창길
- 남정희
- 윤덕용
- 장정희
- 조학자
- 서영애
- 박경득
- 박영목
- 곽정희
- 최승철
- 안광진
- 임영식
- 방숙례
- 허길자
- 신수강
- 박해상
- 김진오
- 강영하
- 서동영
- 이제신
- 윤정빈
- 오영순
- 윤초희
- 김소유
- 문수인
- 유순철
- 오성렬
- 김동완
- 이한승

## 참고 사항
- 담당 PD 이덕건은 《사라비아 공화국》을 통해 연속극 입봉을 했다.